# ديزموند فيتزجيرالد
ديزموند فيتزجيرالد (بالإنجليزية: Desmond FitzGerald (politician)) (و. 1888 – 1947 م) هو شاعر، وسياسي، ودبلوماسي من جمهورية أيرلندا .